# John Willard Marriott
John Willard Marriott (ur. 17 września 1900 w Marriott-Slaterville, zm. 13 sierpnia 1985 w Wolfeboro) – amerykański przedsiębiorca, założyciel firmy Marriott Corporation, obecnie Marriott International - największej sieci hotelarskiej i gastronomicznej na świecie. Rozwinął firmę z małego stoiska gastronomicznego z piwem korzennym (ang. root beer - orzeźwiający, bezalkoholowy oraz bezkofeinowy napój o smaku korzennym) w 1927, do wybudowania pierwszego hotelu w roku 1957. Do czasu śmierci firma jego zarządzała 1400 restauracjami, 143 hotelami na całym świecie oraz dwoma parkami rozrywki dając zatrudnienie dla 154 600 osób.

## Życie prywatne
Urodził się w Marriott-Slaterville, w stanie Utah jako drugie z ośmiu dzieci Ellen Morris Marriott i Hyrum Willarda Marriotta. Jako dziecko pomagał rodzicom przy hodowli buraków cukrowych i na farmie owiec. Mając 13 lat uprawiał sałatę, a zarobione na koniec sezonu 2000 USD przekazał ojcu. W następnym roku, ojciec powierza sprzedaż stada 3000 owiec synowi i wysyła go samego z owcami koleją do San Francisco.
W wieku 19 lat jako członek Kościoła Jezusa Chrystusa Świętych w Dniach Ostatnich podjął się dwuletniej misji w Nowej Anglii. W roku 1926 obronił licencjat na Uniwersytecie Utah, następnie podjął pracę w szkole w Ogden. Wkrótce jednak Marriott poczuł potrzebę bycia swoim własnym szefem. Słyszał o swoim kuzynie, który posiadał franczyzę sieci A&W Restaurants. A widząc, jak wiele osób ma pragnienie i cierpi z powodu upalnego lata w Waszyngtonie, zdecydował się właśnie tam założyć własną firmę.

## Kariera
W 1927 Marriott zabezpieczył sobie prawa do franczyzy na piwo korzenne A&W w Waszyngtonie, Baltimore w stanie Maryland oraz Richmond w stanie Wirginia. Przeprowadził się do Waszyngtonu, aby wraz z jego partnerem biznesowym Hugh Coltonem otworzyć stoisko z dziewięcioma miejscami do siedzenia i sprzedaży piwa korzennego A&W. Otwarcie budki nastąpiło 20 maja 1927. Dwa tygodnie później wraca do Utah, aby 9 czerwca poślubić Alice Sheets. Wraz z nadejściem chłodniejszych, jesiennych miesięcy i dodaniem meksykańskich potraw do menu, budka stała się popularną restauracją rodzinną. Rok później w stanie Missisipi otwiera pierwszą restaurację drive-in, gdzie klient ma możliwość nabycia posiłku bez opuszczania samochodu, a firma w 1929 została zarejestrowana jako Hot Shoppes w stanie Delaware. Podczas II wojny światowej jego firma świadczyła usługi gastronomiczne dla zakładów obronnych oraz niektórych budynków rządowych np. dla Departamentu Skarbu USA.
Sieć restauracji Marriotta rosła, a firma w 1953 weszła na giełdę. Cztery lata później otwiera swój pierwszy hotel w Arlingtonie, w stanie Wirginia - Twin Bridges Motor Hotel. W 1967 firma zmienia nazwę na Marriott Inc. Do grupy dochodzą dwie duże sieci rodzinnych restauracji: Big Boy Restaurant Group w 1967 oraz Roy Rogers Franchise Company w 1968. Z biegiem lat firma Marriotta rozszerza swoją działalność. Zaczyna świadczyć usługi gastronomiczne dla dużych linii lotniczych, ale również dla wielu szkół wyższych, szkół podstawowych i innych miejsc.

Marriott był osoba energiczną i nie odpoczywał chętnie. Pracownicy nigdy nie wiedzieli o której porze dnia i nocy zjawi się w kuchni, sprawdzając palcem czy nie ma kurzu na półkach czy też w szufladach ze sztućcami. Nawet po tym, jak firma powiększyła się o setki restauracji i hoteli, Marriott osobiście kontrolował każdy lokal przynajmniej cztery razy w roku. Sam był zdania: 

Musisz uszczęśliwić swoich pracowników. Jeśli są zadowoleni, sprawią, że klienci będą zadowoleni.

Żona jego była również aktywnie zaangażowana w działalność firmy, była księgową. Razem mieli dwóch synów. Jeden z nich Bill jest obecnie prezesem Marriott International. Drugi syn, Richard jest prezesem firmy Host Hotels & Resorts.
Marriott był filantropem, angażował się w społecznie. Będąc wiernym członkiem Kościoła Jezusa Chrystusa Świętych w Dniach Ostatnich, starał dzielić się jego naukami umieszczając w każdym pokoju hotelowym Księgę Mormona obok Biblię Gedeonitów. Tradycja ta przetrwała do dziś. Przekazywał również fundusze na sztandarowe uczelnie wyższe kościoła, np. Uniwersytet Brighama Younga (BYU), co zaowocowało nazwaniem wielofunkcyjnej areny dla 19 000 osób Marriott Center, która należy do tego uniwersytetu. Arena ta służy jako miejsce rozgrywek drużyn koszykarskich BYU zarówno damskich jak i męskich, jak również jest miejscem różnych wydarzeń kulturalnych i religijnych. Na cześć Marriotta nazwano szkołę biznesu Marriott School of Business w Provo, należącą do BYU oraz bibliotekę Uniwersytetu Utah w Salt Lake City.